# Oddfríður Marni Rasmussen
Oddfríður Marni Rasmussen (født 22. februar 1969 i Tórshavn, vokset op i Sandur) er en færøsk forfatter, poet, børnebogsforfatter, redaktør og lærer. I 2000 og 2009 fik han Færøernes litteraturpris, først for en digtsamling og senere for hans arbejde som redaktør af litteraturmagasinet Vencil. Han er komponisten Sunleif Rasmussen's yngre bror. Oddfríður blev uddannet som lærer i 2011. Han var formand for LISA fra 2001 til 2012. I en to-årig periode fra 1998-2000 gik han på Forfatterskolen i København. Oddfríður debuterede som poet i 1992, da et par af hans digte blev publiceret i det færøske tidsskrift Brá. Han har bl.a. udgivet to børnebøger, 13 digtsamlinger samt en del noveller, digte og oversættelser, som er udgivet i Vencil. Oddfríður og Arnbjørn Ólavsson Dalsgarð er redaktører af Vencil.

### Oversatte bøger
- 2013 - Onki, Janne Teller, (Intet), Bókadeild Føroya lærarafelags
- 2013- Tú veitst ongantíð - eitt úrval av yrkingum, Ron Padgett, (You never know - Selected Poems), Sprotin
- 2014 - Eitt løgið skip, Anita Krumbach, (Et mærkeligt bád) Bókadeild Føroya lærarafelag

### Digte og noveller udgivet i Vencil
Oddfríður M. Rasmussen har udgivet nedenstående digte og noveller i Vencil:
- Føðingin (digt). Nr. 1/2006, s. 7-8.
- Aldurdómurin viskar seg sjálvan burtur (novelle). Nr. 1/2006, s. 103-108.
- Skuggin (novelle). Nr. 2/2007, s. 89-93.
- Eg beri so nógv (novelle). Nr. 3/2007, s. 96-100.
- Helviti á jørð (digt). Nr. 5/2008, s. 96-97.
- Úr kistubotninum (digt). Nr. 5/2008, s. 98.
- Upplatingardagur (novelle). Nr. 7/2009, s. 20-22.
- Tre digte. Nr. 7/2009, s. 96-101.
- Jarðarferðin (novelle). Nr. 8/2010, s. 77-80.
- Tre digte. Nr. 9/2010, s. 42-44.
- To digte. Nr. 10/2011, s. 77-80.

### Oversættelser udgivet i Vencil
Oddfríður M. Rasmussen har oversat nedenstående digte og noveller til færøsk, de er udgivet i Vencil.
- To digte / Denise Duhamel. Nr. 2/2007, s. 35-36.
- Blómandi Anna hevur hjól / Kurt Schwitters (digt). Nr. 2/2007, s. 37-38.
- To prosa digte / Russel Edson. Nr. 2/2007, s. 75-77.
- Sjúklingurin / Peter Seeberg (stuttsøga). Nr. 3/2007, s. 26-29.
- Fem digte, to noveller / Ron Padgett. Nr. 3/2007, s. 57-70.
- Tre digte / Michael Strunge. Nr. 4/2008, s. 28-32.
- Tre noveller / Peter Adolphsen. Nr. 4/2008, s. 33-35.
- To digte / John Ashbery. Nr. 4/2008, s. 50-52.
- Søgan handan søguna / Tove Ditlevsen (novelle). Nr. 7/2009, s. 52-57.
- Henda gentan / Jeppe Brixvold (drama). Nr. 7/2009, s. 65-70.
- Seks tekste fra “Eymir knøttar” / Gertrude Stein (kort prosa). Nr. 7/2009, s. 71-76.
- Hjól / Michael Palmer (digt). Nr. 7/2009, s. 83.
- To digte / Marianne Larsen. Nr. 8/2010, s. 74-75.
- Guð er ein sveinsspilla / Gregory Corso (digt). Nr. 8/2010, s. 91.
- Kærleikssøga / Jim Carroll (digt). Nr. 9/2010, s. 23.
- Ein telefonsamrøða / Mark Twain (monolog). Nr. 9/2010, s. 45-47.
- Seks digte / Charles Simic. Nr. 9/2010, s. 86-91.
- To digte / Harald Landt Momberg. Nr. 9/2010, s. 92-93.
- Eini heimsøkt hús / Virginia Woolf (novelle). Nr. 10/2011, s. 63-64.[4]
- Det er ikke min mand / Naja Marie Aids (novelle). Nr. 14 2013

## Priser
- 2000 - Mentanarvirðisløn M. A. Jacobsens for skønlitteratur, han fik den for digtsamlingen Rás sár.[5]
- 2009 Mentanarvirðisløn M. A. Jacobsens i kategorien "Mentanarligt avrik" (kulturel præstation) han delte prisen med Arnbjørn Ó. Dalsgarð). De fik prisen for deres arbejde som redaktører af litteratur magasinet Vencil, som de startede i 2006.[6]